# Oberbaar (Baar (Schwaben))
Oberbaar ist ein Pfarrdorf und Ortsteil von Baar im Landkreis Aichach-Friedberg, der zum Regierungsbezirk Schwaben in Bayern gehört.

## Geographie
Oberbaar liegt direkt südlich des Nachbarortes Unterbaar im Tal der Kleinen Paar auf der Hochfläche des Unteren Lechrains der Aindlinger Terrassentreppe. Naturräumlich gehört es also zur Donau-Iller-Lech-Platte, die wiederum Teil des Alpenvorlandes ist, eine der Naturräumlichen Haupteinheiten Deutschlands.

Durch Oberbaar führt die nordsüdlich verlaufende Staatsstraße 2047 von Rain nach Aichach.

## Geschichte

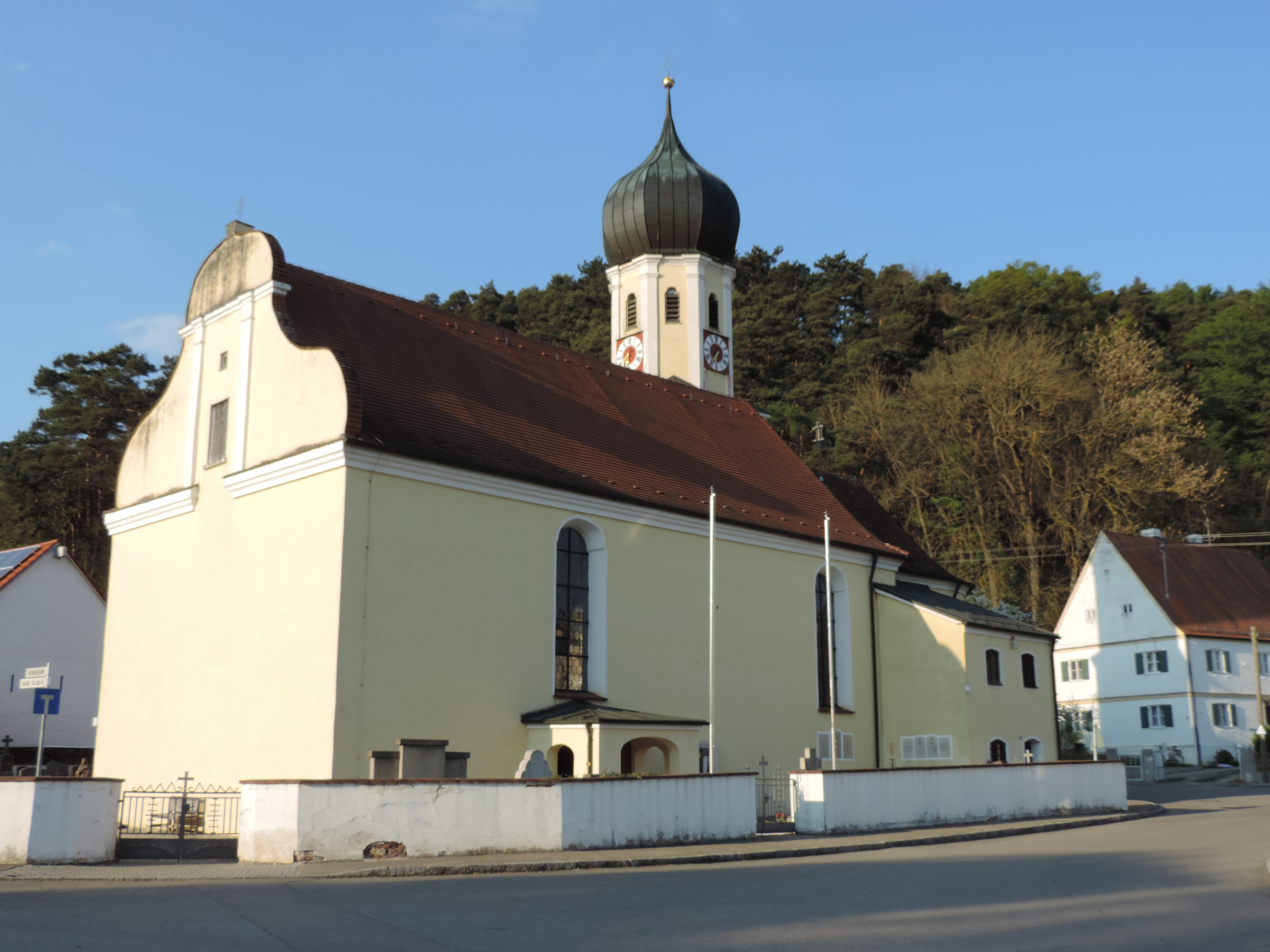
Kirche St. Lorenz

Im Sommer 2015 wurden in Oberbaar 101 Bestattungen eines Gräberfeldes freigelegt, das vorläufig auf die zweite Hälfte des 7. und das frühe 8. Jahrhundert datiert wurde. Wenige Meter weiter nördlich waren bereits 1977 42 Körpergräber aus derselben Zeit entdeckt worden.
Erstmals erwähnt wurde Oberbaar Anfang des 13. Jahrhunderts als Oberparte bzw. Superior Parra. Der Name lässt sich auf die Kleine Paar zurückführen, die durch Oberbaar läuft. Aus Parra wurde Barre und später Baar.

Die politische Geschichte von Oberbaar ist geknüpft an diejenige von Unterbaar, zu deren Hofmark Oberbaar stets gehörte.

Verschiedene Grundherren hatten Besitzungen in Oberbaar: Marquard von Stuben, das Kloster Thierhaupten, die Kirchenstiftung Oberbaar, die Pfarrei Ebenried, das Spitalbenefizium Rain und die Filialkirchenstiftung Pessenburgheim.

Die katholische Pfarrei Sankt Laurentius wird von der Mutterpfarrei Sankt Peter und Paul im Nachbarort Thierhaupten vikariert.
Zur Pfarrei gehört auch noch die bekannte Wallfahrtskirche Maria im Elend in den Wäldern westlich von Oberbaar.

Am 1. Januar 1972 erfolgte die Vereinigung mit Unterbaar zur neuen Gemeinde Baar (Schwaben). Am 1. Mai 1978 wurde Baar in den Markt Thierhaupten (Landkreis Augsburg) eingemeindet.  Am 1. Januar 1994 erhielt Baar nach langem Kampf seine Selbstständigkeit wieder und gehört seitdem zum Landkreis Aichach-Friedberg und zur Verwaltungsgemeinschaft Pöttmes.

## Sehenswürdigkeiten
Siehe auch: Liste der Baudenkmäler in Oberbaar
- Pfarrkirche Sankt Laurentius
- Wallfahrtskirche Maria im Elend in den Wäldern westlich von Oberbaar
- Mittelalterlicher Burgstall südlich des Ortes, der ursprünglich wahrscheinlich eine Burg von Wittelsbacher-Ministerialen war und später (1200) den Gumppenbergern, damals Ministerialen von Vohburg, gehörte

## Persönlichkeiten
- Michael Schmaus (1897–1993), Theologe und Dogmatiker